# フェラーリ・126C3
フェラーリ126C3 (Ferrari 126C3) は、スクーデリア・フェラーリが1983年のF1世界選手権参戦用に開発したフォーミュラ1カー。ハーベイ・ポスルスウェイトが設計し、フェラーリ初のカーボン製モノコックシャーシを採用した。1983年の第9戦から最終戦まで実戦投入された。

## 概要
126C3は、バンク角120度のV6ターボ（Compressore）エンジン搭載マシンの3代目、から取られた。
126CKと126C2で使用されたV6ツインターボエンジンを継続使用。
シャーシは従来のアルミハニカムモノコックに代わり、カーボンファイバー製モノコックを導入した。その製作法はグスタフ・ブルナーがATS・D6で用いた新技術であるメス型成型モノコックにインスピレーションを得たポスルスウェイトがC3の製作で導入したもので、上下2分割されたものを組み合わせる構造だった。燃料タンクの右側には、ブラバムのゴードン・マレーが考案してこの年流行したレース中の燃料再給油戦術のための給油口が設けられた。
エアロパッケージはフラットボトム規制に対応する形で製作された126C2Bと似ており、リアウィング翼端板の子持ちウィング（ウィングレット）も共通している。サイドポンツーンはラジエターの配置を見直してより一層小型化されたが、126C2Bと似た先端の低いタイプも使用された。

## 1983年シーズン
第8戦カナダGPまでは126C2Bで参戦し、シーズン後半戦から126C3を投入した。
デビュー戦の第9戦イギリスGPではルネ・アルヌーがポールポジション(PP)、パトリック・タンベイが2位となりフロントローを独占。第10戦ドイツGPではアルヌーが優勝し、第12戦オランダではアルヌー、タンベイがワンツーフィニッシュを飾った。カナダGPから6連続入賞（うち3勝）と好結果を残したアルヌーは第13戦イタリアGP終了時点でポイントランキング首位のアラン・プロスト（ルノー）に2点差まで肉薄したが、残り2戦は無得点に終わり、ドライバーズチャンピオンは最終戦でプロストを逆転したネルソン・ピケ（ブラバム）のものとなった。タンベイは3PPを獲得したが決勝リタイアが多く、アルヌーに及ばなかった。
この年、安定した成績を収めたフェラーリは、ドライバーズランキングではアルヌーが3位、タンベイが4位を獲得。両ドライバーとも好成績を収めた結果、コンストラクターズランキングでは1982年に続いて連覇を達成した。アルヌーは引退後、「この年は最後までチャンピオンの可能性があった素晴らしいシーズンで、自身のキャリアの中で決して忘れない思い出だ」と述べている。

## スペック

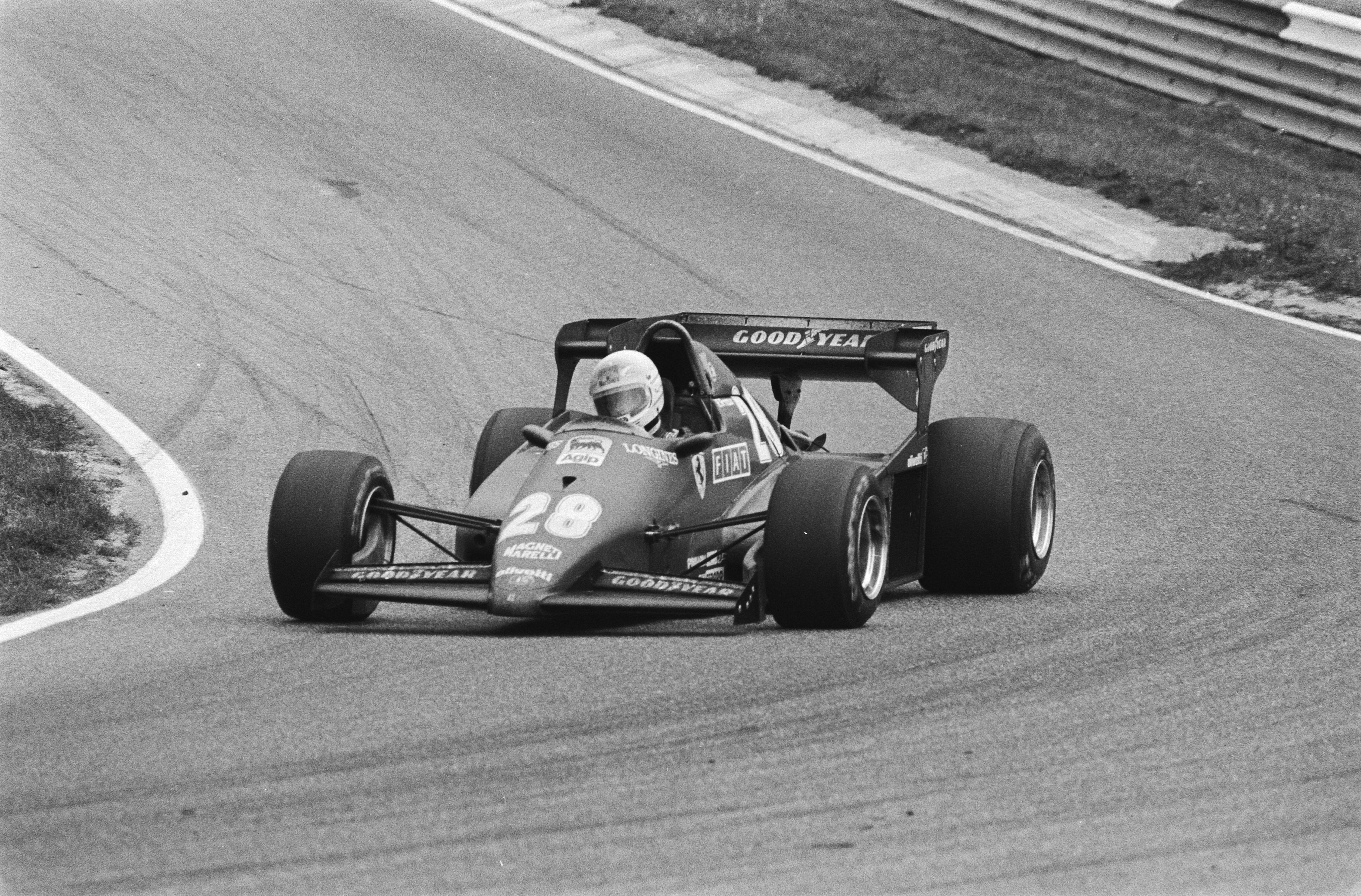
オランダGPで優勝したルネ・アルヌーの126C3

### シャーシ
- シャーシ名 126C3
- シャーシ構造 カーボンファイバー製モノコック
- ホイルベース 2,660 mm
- 前トレッド 1,768.4 mm
- 後トレッド 1,666 mm
- クラッチ ボーク＆ベック
- ブレーキキャリパー ブレンボ
- タイヤ グッドイヤー
- ギヤボックス 5速横置きマニュアル

### エンジン
- エンジン名 Tipo021
- 気筒数・角度 V型6気筒ターボ・120度
- 排気量 1,496.4cc
- 最大馬力 600馬力以上
- スパークプラグ チャンピオン
- 燃料・潤滑油 Agip

## 記録
| 年   | No. | ドライバー           | 1   | 2   | 3   | 4   | 5   | 6   | 7   | 8   | 9   | 10  | 11  | 12  | 13  | 14  | 15  | ポイント | ランキング |
| 年   | No. | ドライバー           | BRA | USW | FRA | SMR | MON | BEL | USE | CAN | GBR | GER | AUT | NED | ITA | EUR | RSA | ポイント | ランキング |
| ---- | --- | -------------------- | --- | --- | --- | --- | --- | --- | --- | --- | --- | --- | --- | --- | --- | --- | --- | -------- | ---------- |
| 1983 | 27  | パトリック・タンベイ |     |     |     |     |     |     |     |     | 3   | Ret | Ret | 2   | 4   | Ret | Ret | 89       | 1位        |
| 1983 | 28  | ルネ・アルヌー       |     |     |     |     |     |     |     |     | 5   | 1   | 2   | 1   | 2   | 9   | Ret | 89       | 1位        |

- 太字はポールポジション、斜字はファステストラップ。(key)

### 映像資料
1. ↑  A special day in Maranello with René Arnoux. Ferrari. 1 October 2021.